# René Lalique
René Jules Lalique, né le 6 avril 1860 à Aÿ (Marne) et mort le 1er mai 1945 à Paris 8e, est un maître verrier, bijoutier, joaillier et médailleur, français.
Il s'est rendu célèbre par ses créations étonnantes de bijoux, puis de flacons de parfum, de vases, de chandeliers, d'horloges et, à la fin de sa vie, de bouchons de radiateur de voitures. L'entreprise qu'il a fondée fonctionne toujours. Son nom est resté attaché à la créativité et la qualité, car il a toujours su dessiner des objets fastueux mais restant discrets.

## Le bijoutier Art nouveau

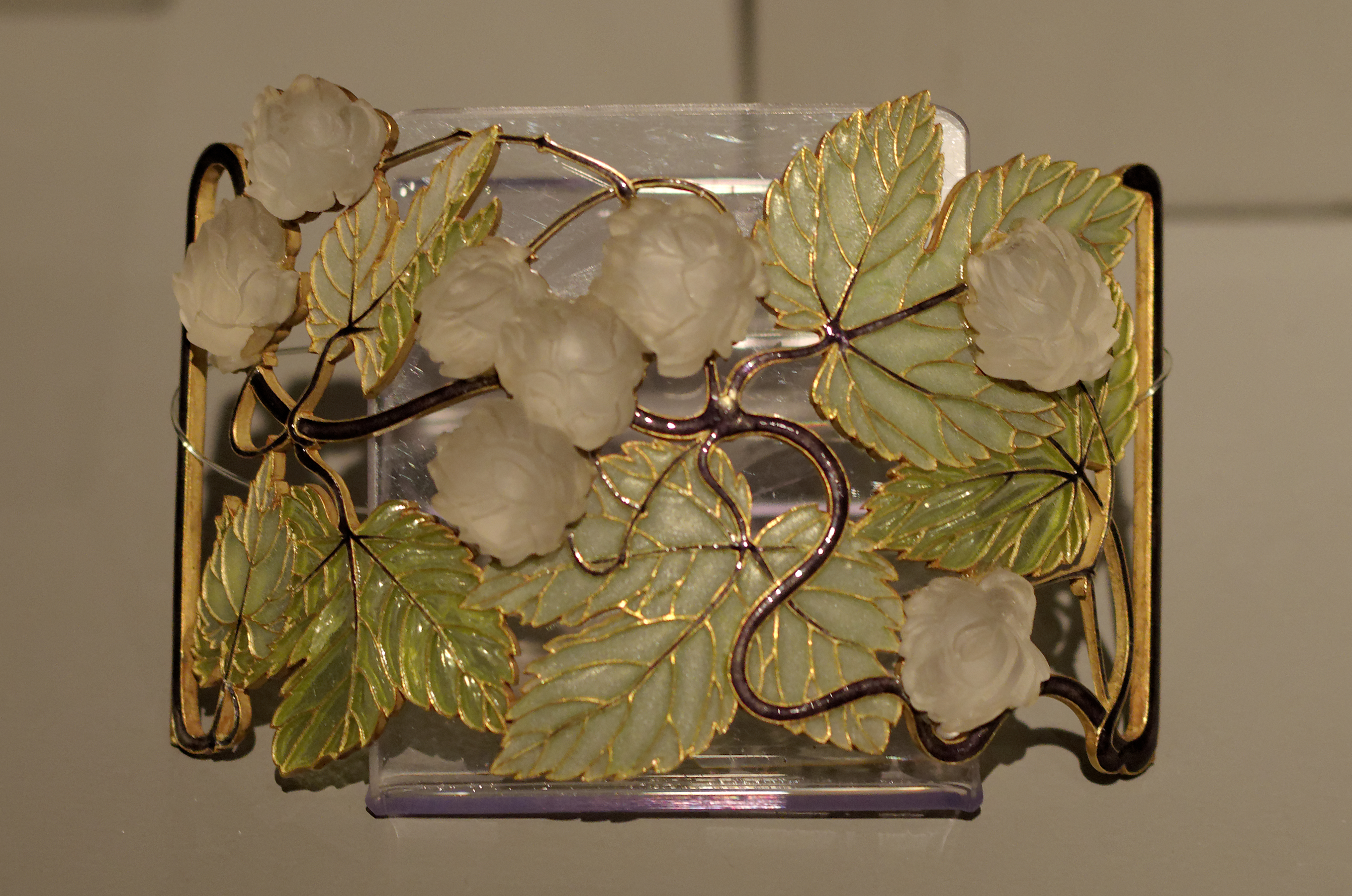
Élément d'un collier Lalique.

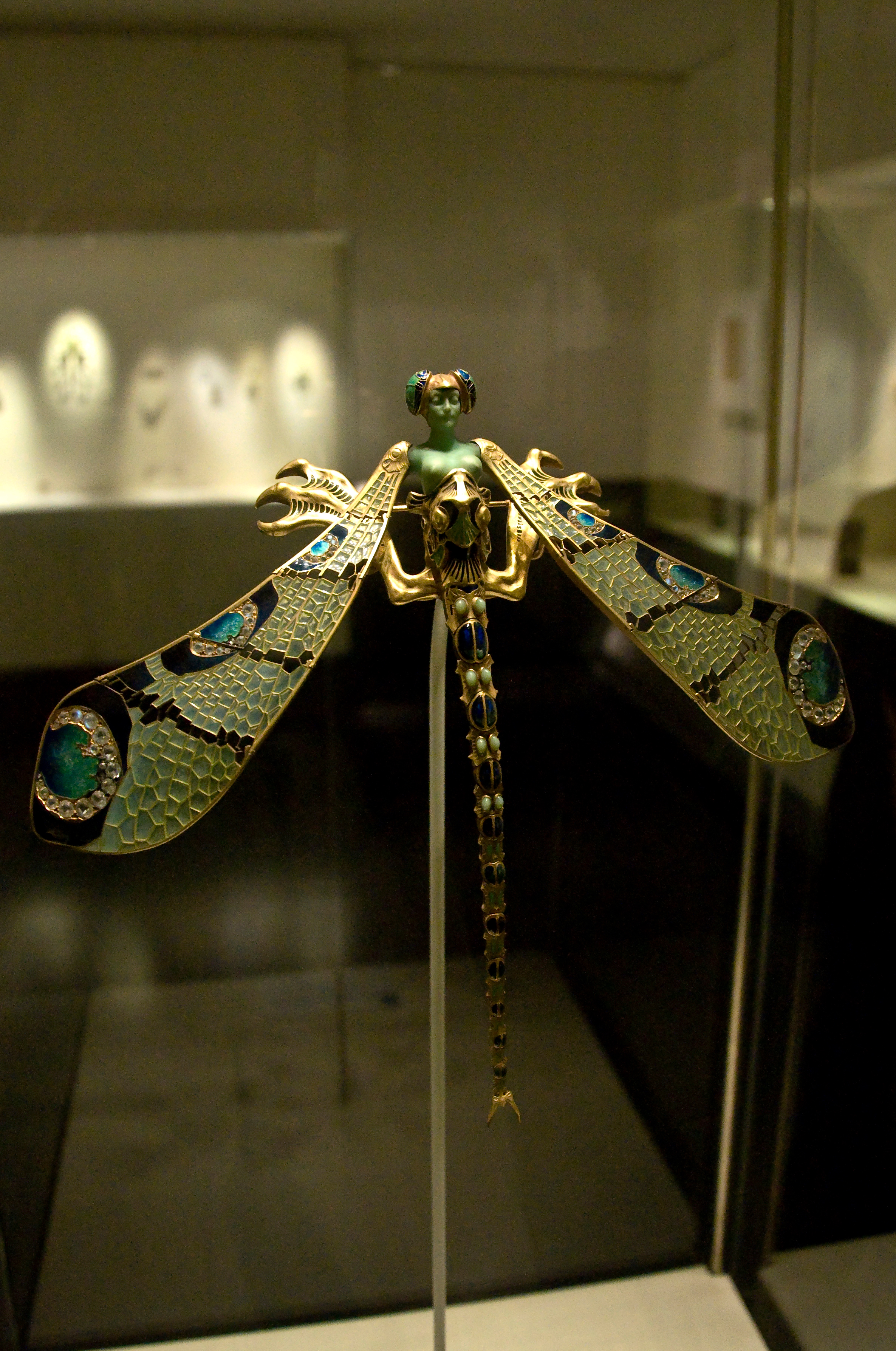
Pectoral à la libellule.

À l'âge de douze ans, René Lalique gagne son premier prix de dessin au lycée Turgot à Paris.
À seize ans, il commence son apprentissage avec un joaillier parisien, Louis Aucoc. Il suit ensuite, de 1878 à 1880, les cours du Sydenham Art College (en), à Londres. Après être revenu en France, il travaille pour Aucoc, Cartier, Boucheron et d'autres. Il avait découvert l'art japonais contemporain à travers les Expositions universelles de 1867 et 1878, qui seront pour lui une source d'inspiration.
En 1882, il devient dessinateur concepteur indépendant pour plusieurs maisons de joaillerie de Paris (Georges Fouquet, Aucoc, Hamelin, Boucheron, Henri Vever, Bréant et Coulbeaux…). Il lance quatre ans plus tard, en 1885, sa propre joaillerie.
En 1887, il épouse à Mâcon Marie Louise Lambert, dont il aura une fille, Georgette en 1888. En 1890, il rencontre Alice (Augustine dite Alice) Ledru avec qui il aura une fille, Suzanne Renée Ledru-Lalique (1892) et un fils, Marc Lalique (1900). Son mariage ne résiste pas : le couple se sépare en 1893.
Le divorce est prononcé en 1898, mais il épouse à nouveau Alice en secondes noces en 1902.
Alice meurt en 1909, Georgette meurt en 1910 à l'âge de 22 ans. En 1917, sa fille Suzanne épouse Paul Haviland et travaillera pour les manufactures de porcelaine de sa belle-famille. En 1920, René Lalique se liera avec Marie-Jeanne Anère, avec laquelle il aura deux autres enfants : Raymond Anère-Lalique (né en 1925) et Renée Anère-Lalique (née en 1927).
Lalique est reconnu comme un des concepteurs de bijoux les plus importants de l'Art nouveau français ; en créant des pièces innovantes pour la nouvelle boutique de Samuel Bing à Paris, Maison de l'Art nouveau. Il commence à exposer ses œuvres à son nom dès 1894, notamment au Salon des artistes français, de 1897 et 1898. Le grand verrier Émile Gallé le découvre à l'occasion du premier et en fait un éloge appuyé. Son stand à l'exposition universelle de 1900 à Paris remporte un franc succès.
Tout en gardant les sources d'inspiration de l'Art nouveau, faune et flore — dont le paon, divers insectes et parfois un bestiaire fantastique —, il innove en utilisant des matériaux peu usités pour la bijouterie, à cette époque : le verre, l'émail, le cuir, la corne, la nacre, en préférant souvent les pierres semi-précieuses aux pierres précieuses. L'introduction du volume dans la bijouterie est facilitée par ses connaissances en modelage. Il dessine ses modèles, les faisant réaliser par une équipe de ciseleurs, sculpteurs et émailleurs qu'il recrute avec soin.
De nombreuses femmes de la noblesse, de la bourgeoisie et du spectacle se sont mises à porter ses bijoux extraordinaires, telles la marquise Arconati-Visconti, la comtesse de Béarn, Mme Waldeck-Rousseau ou Sarah Bernhardt, pour laquelle il réalise en 1902 un costume de scène pour la reprise de la pièce Théodora, au théâtre Sarah-Bernhardt.
Lalique fut l'unique artiste moderne dont Calouste Gulbenkian devint le client et l'ami. Ce dernier acquit le fameux Pectoral à la libellule (vers 1897-1898), chef-d'œuvre très admiré à l'Exposition universelle de 1900, qu'il prêta à la tragédienne Sarah Bernhardt.
Quelques bijoux Lalique visibles au musée Calouste-Gulbenkian de Lisbonne :

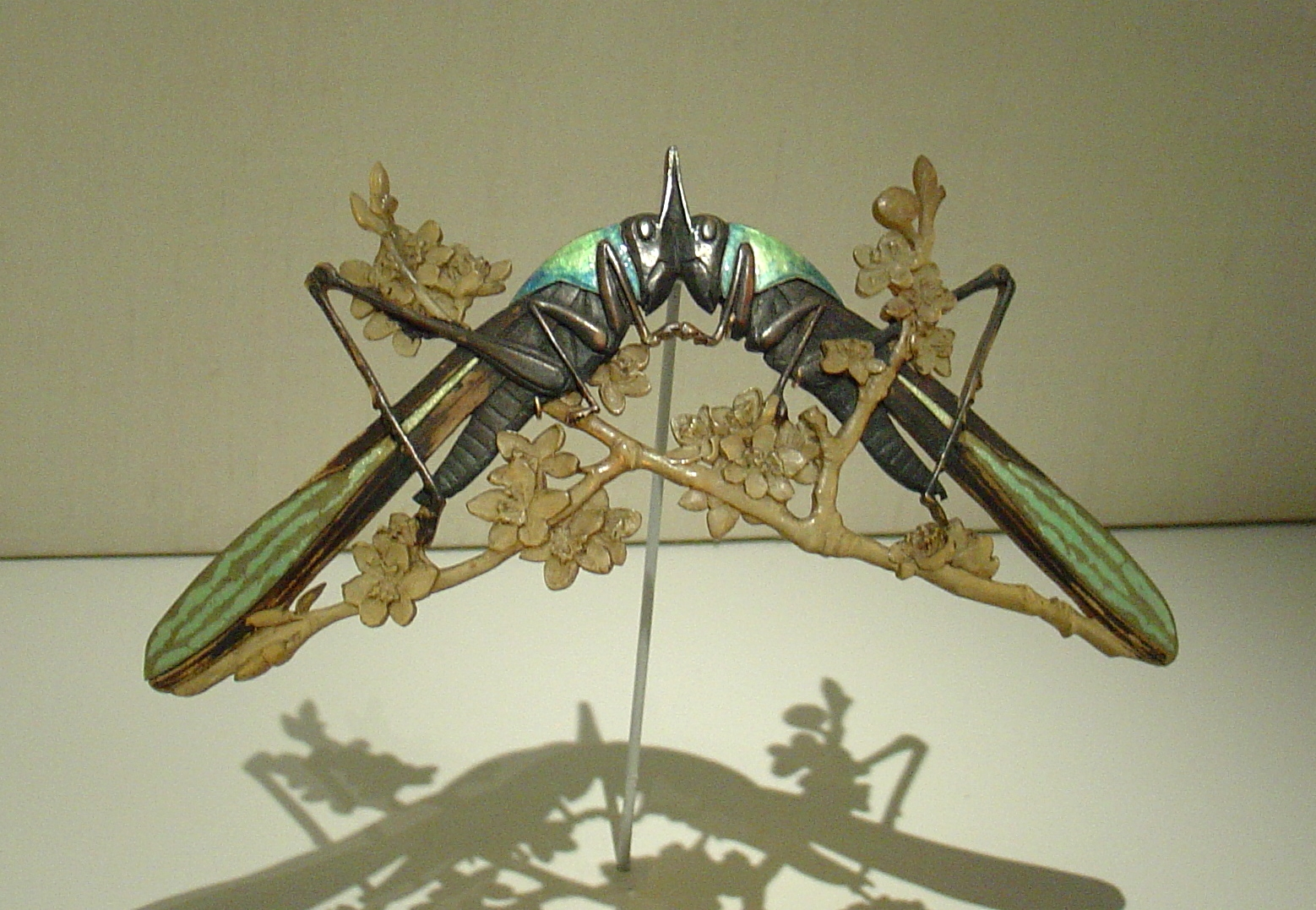
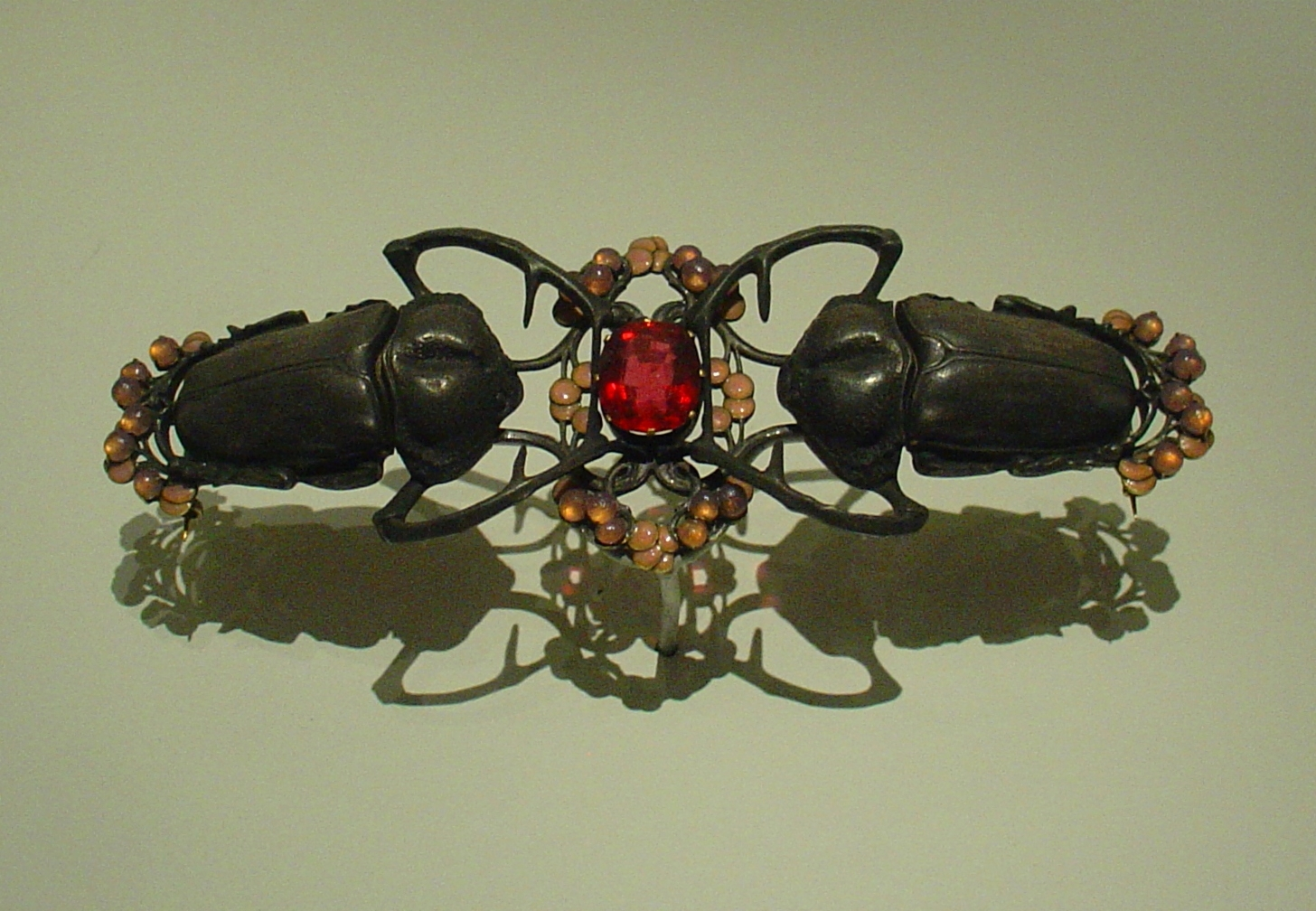
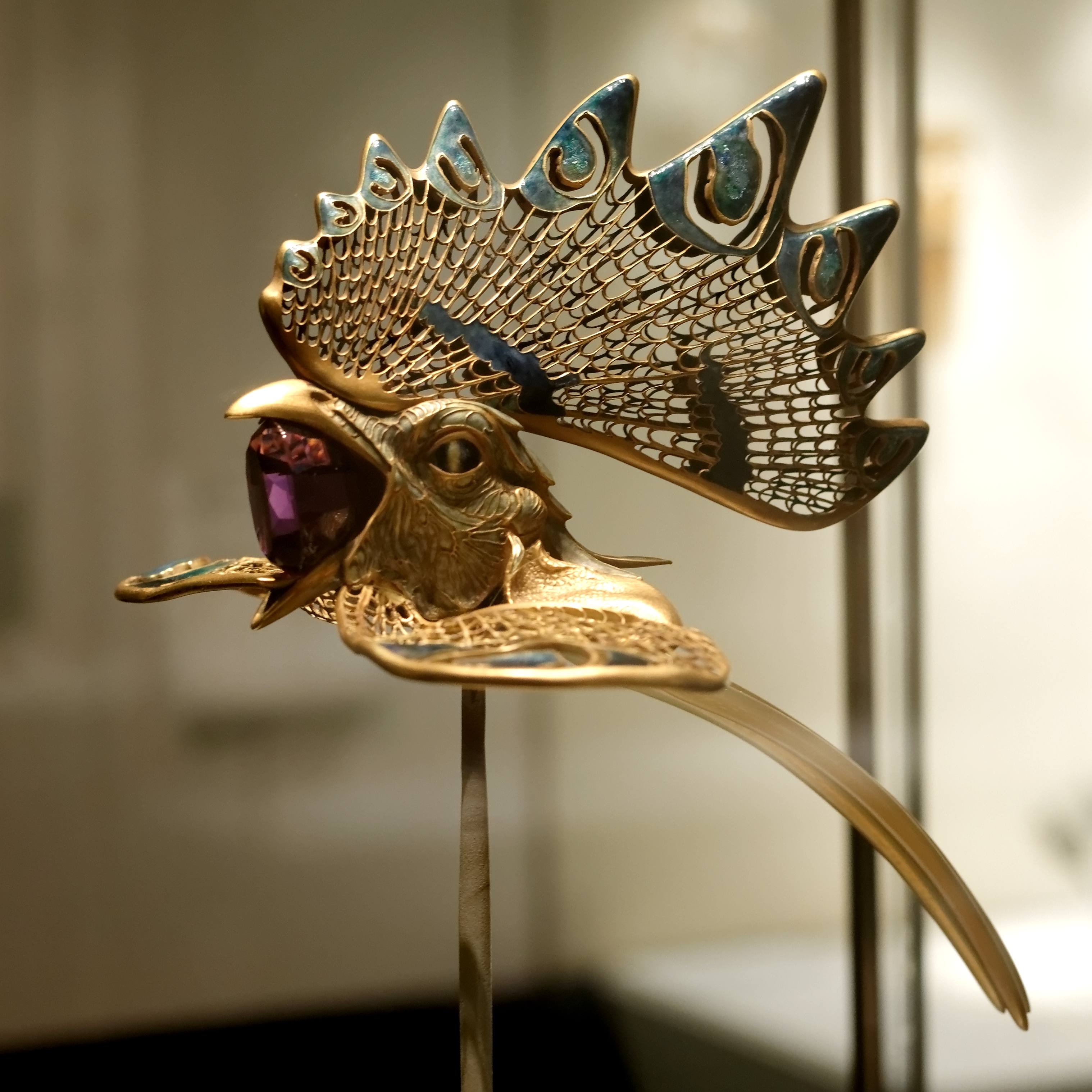
Diadème coq.
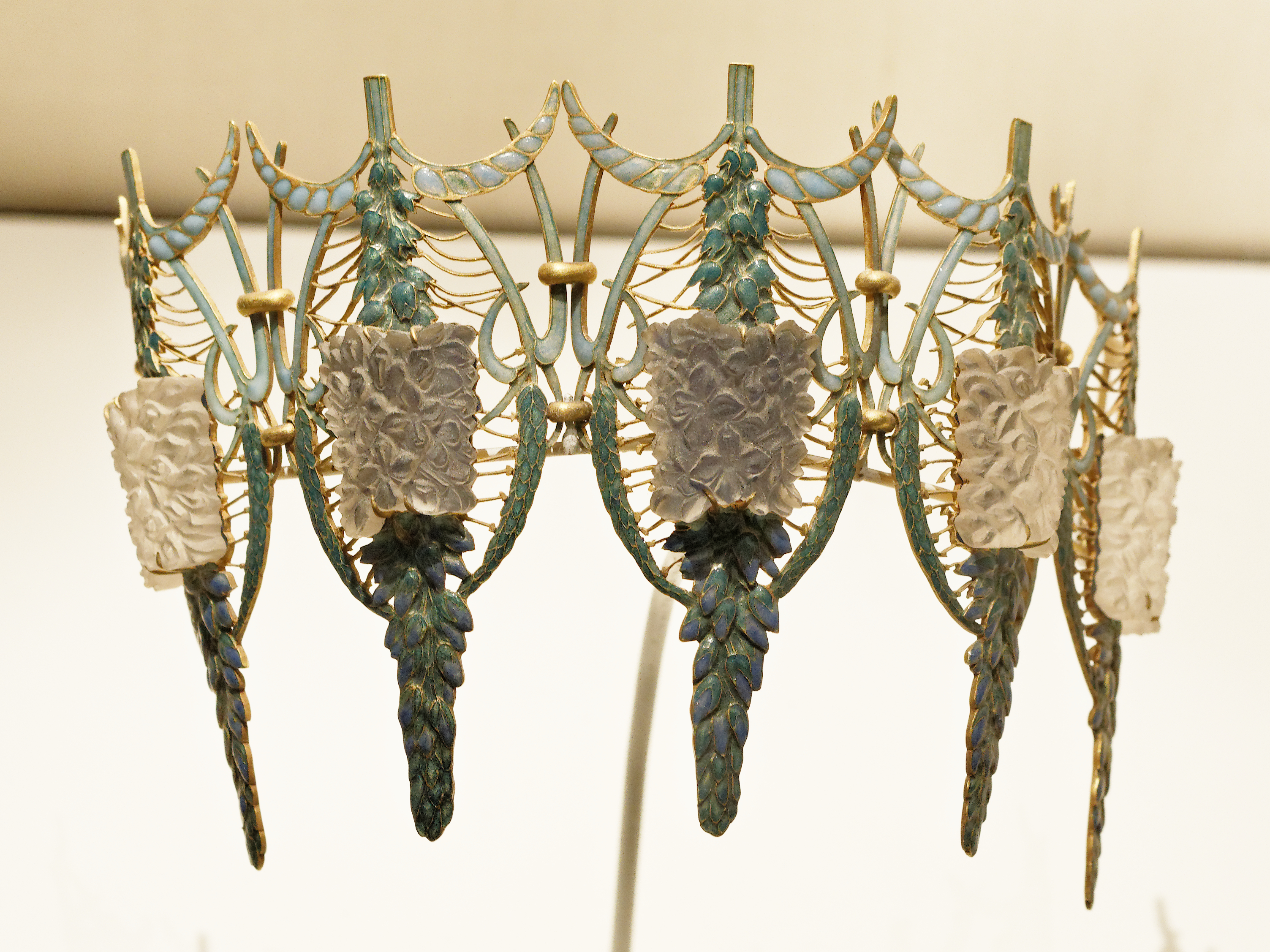
Bracelet véroniques.
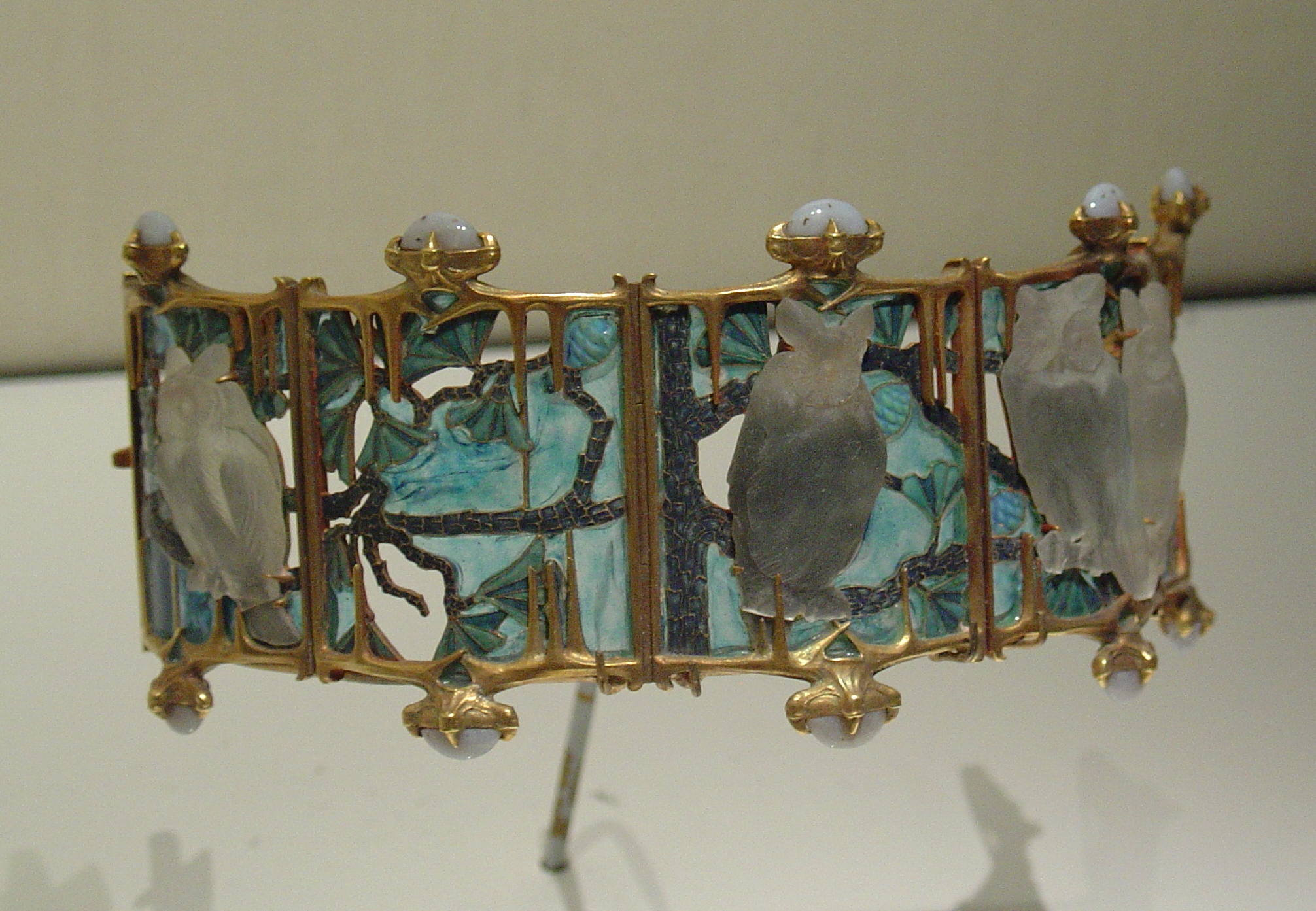
Bracelet hiboux.
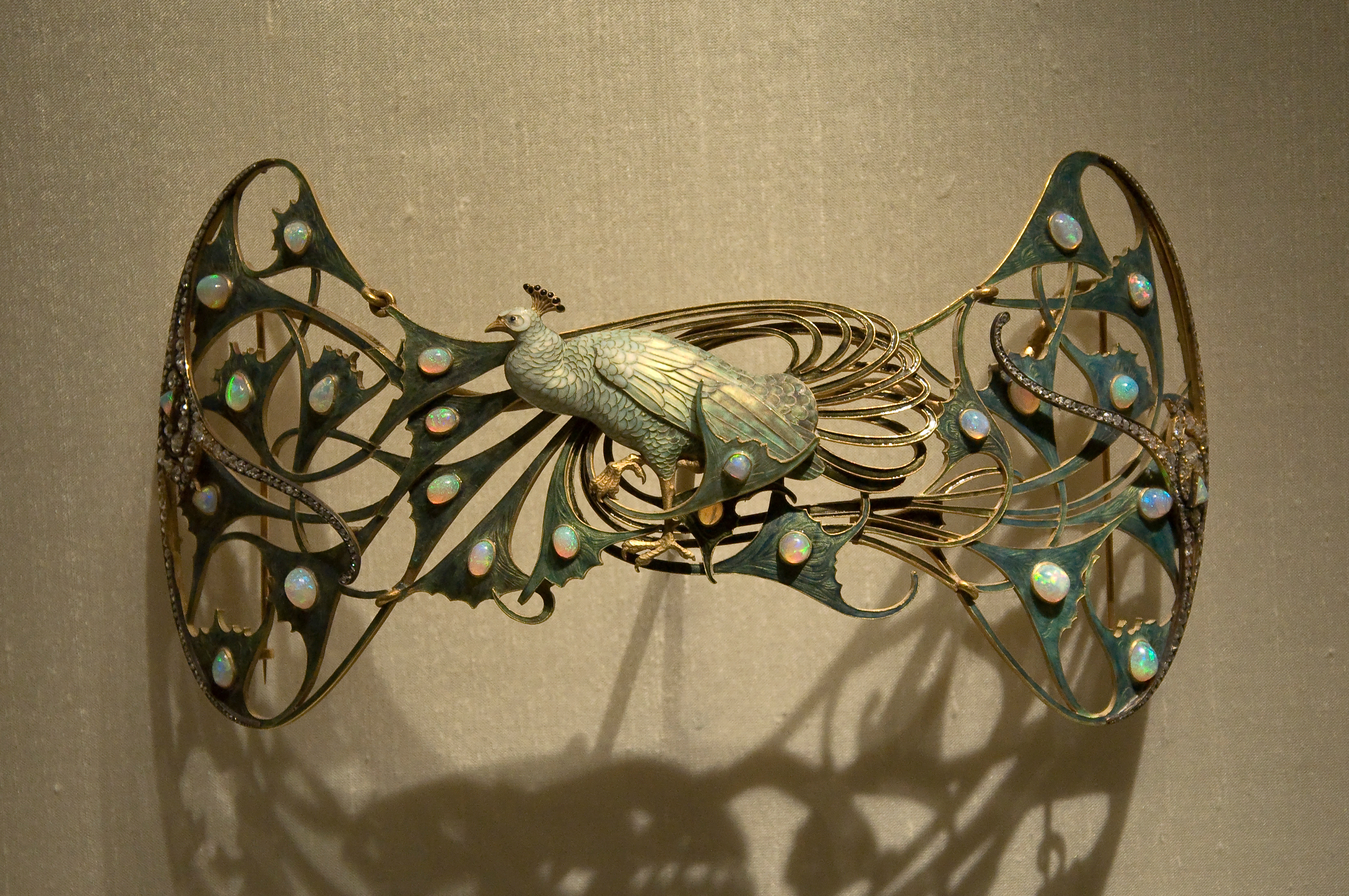
Ornement de corsage paon.
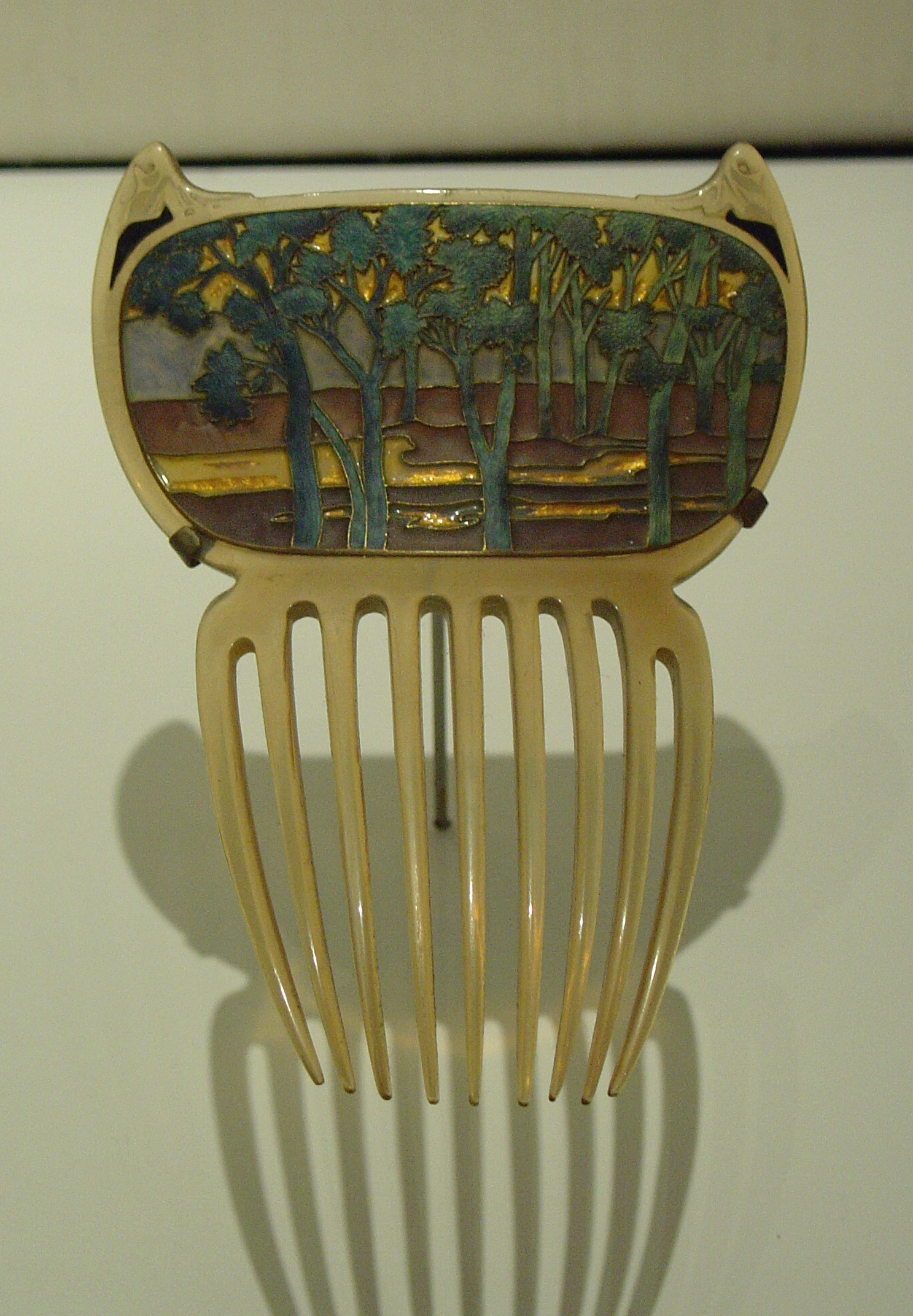
Peigne.
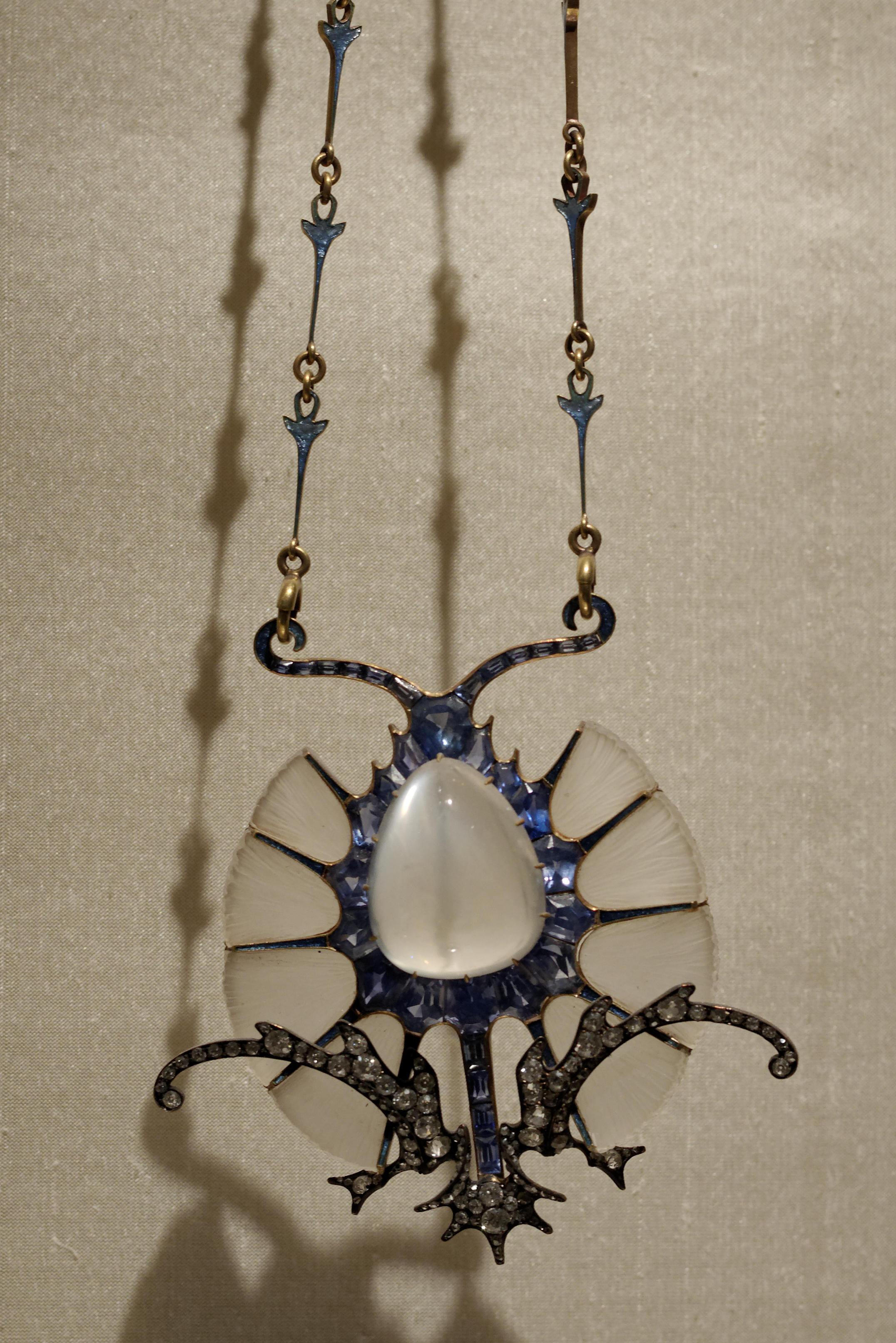
Pendentif chardon.

## Le maître verrier
Il s'intéresse tôt au verre comme matière artistique et il installe, dès 1890, un atelier de verrerie où il commence à expérimenter ses possibilités, dans un premier temps dans la bijouterie. Il en effectue des moulages et apprivoise la liaison verre-métaux. Ses premiers bijoux comportant cette matière sont exposés en 1895.

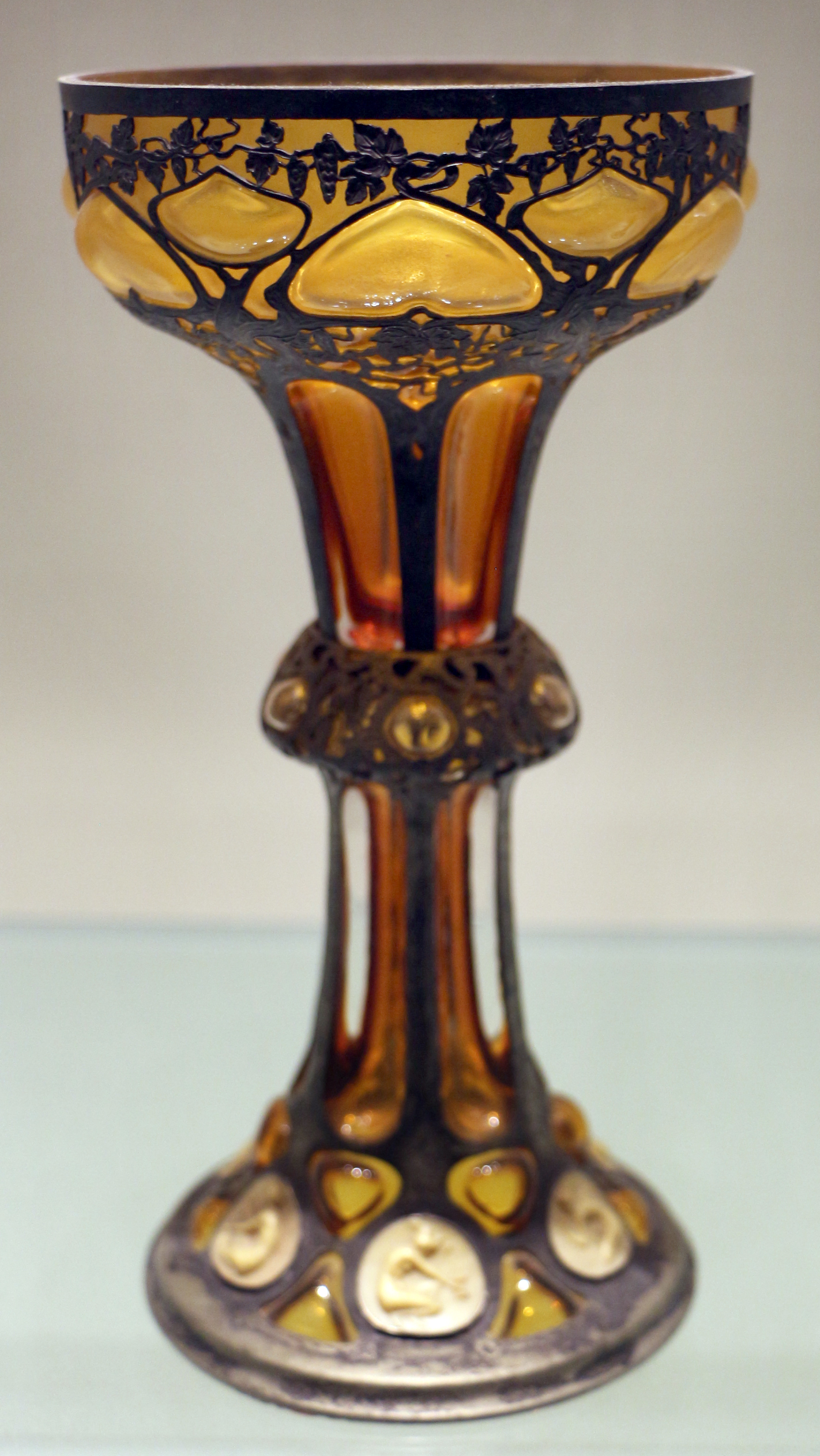
Calice aux motifs viticoles.

Après avoir ouvert une boutique rue du Quatre-Septembre à Paris, il commence à concevoir, en 1895, des flacons de parfums en verre, étant ainsi le premier à imaginer de commercialiser cet emblème du luxe et du raffinement dans un emballage tout aussi splendide. Il le fait aussi dans le but de produire de beaux objets en séries importantes, et donc de rendre son art accessible à un nombre croissant de personnes. Cette même année 1895, le musée des arts décoratifs de Paris fait entrer Lalique dans ses collections.
En 1898, il installe un atelier de verrerie dans la propriété de Clairefontaine (Yvelines), lui permettant, en particulier, de mieux maîtriser le verre soufflé.
En 1900, Lalique triomphe à l'Exposition universelle de Paris et, en 1905, il ouvre un magasin, place Vendôme. En 1910, il crée pour le parfumeur François Coty, qu'il a rencontré en 1908, le flacon pour Ambre Antique.
En 1913, il rachète une verrerie à Combs-la-Ville (Seine-et-Marne) et dès 1914, il convertit son usine à la fabrication d'objets médicaux destinés aux hôpitaux et aux pharmacies. En 1921, il construit une usine de verre dans la partie occidentale de l'Alsace à Wingen-sur-Moder proche de la ville lorraine de Bitche.
Après la fin de la Première Guerre mondiale, les bijoux très colorés et fantastiques de Lalique n'étaient plus dans l'air du temps. Le créateur le sent et décide de se reconvertir et, dès 1920, il se tourne vers l'Art déco. Ainsi, le succédané néo-classique et géométrique Art déco remplace l'Art nouveau. Cependant, selon Olivier Mauny, ex-PDG de Lalique, ses créations vont ouvrir la voie à une industrialisation des objets d'arts, car une des meilleures manières d'inscrire le luxe et l'esthétisme au quotidien est d'en faire des objets usuels. Il va ainsi créer de nombreux objets tels que vases, coupes, chandeliers, flacons à parfum, bouchons de radiateurs pour la 5 CV Citroën (1925), décorations des voitures-restaurants du Côte d'Azur Pullman Express (1929), décorations de la salle à manger des premières classes du paquebot Normandie (1936), fontaines des Champs-Élysées.

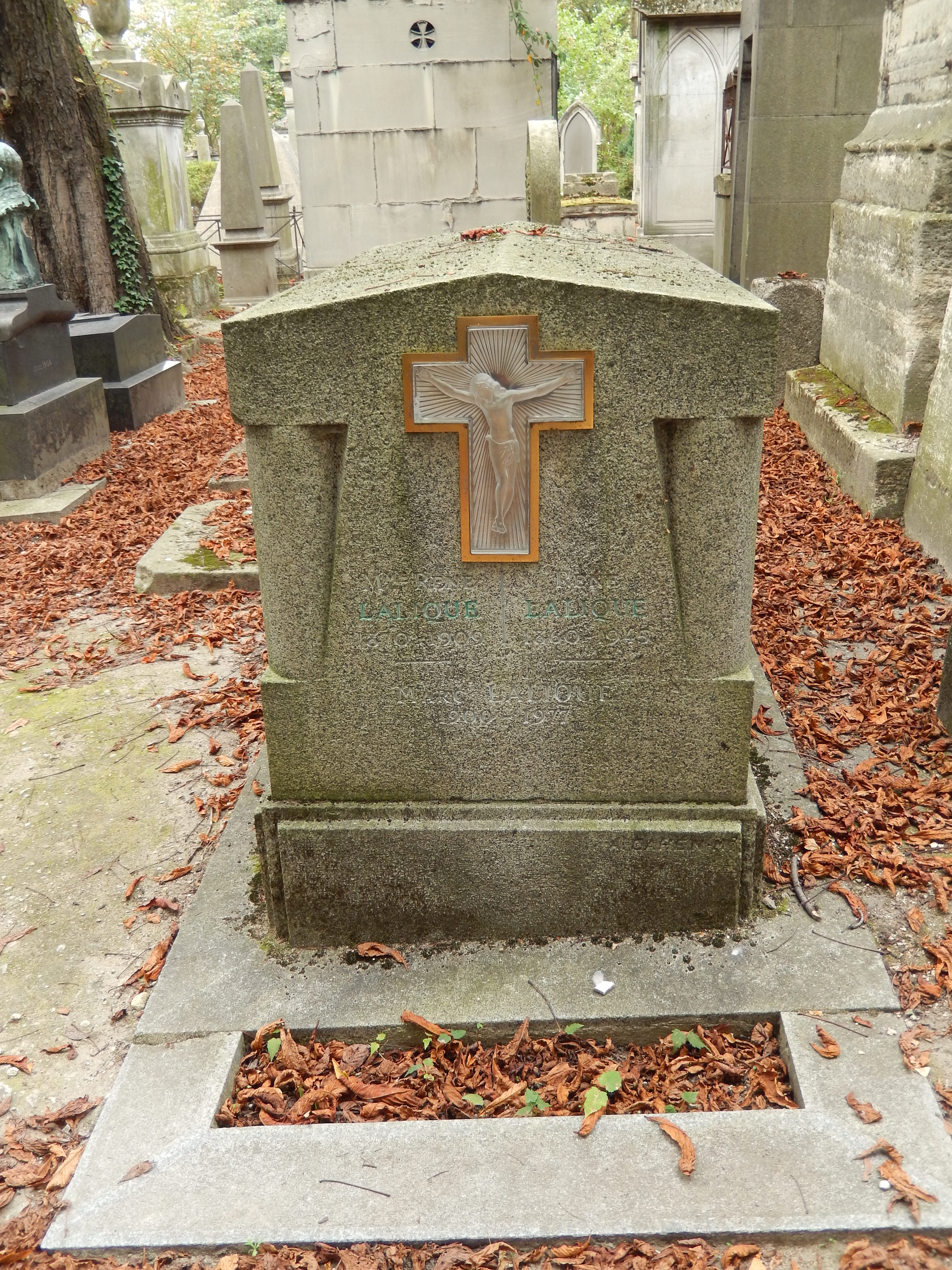
Tombe de René Lalique au cimetière du Père-Lachaise.

La première rétrospective est organisée au Musée des arts décoratifs de Paris, en 1933.
En 1934-1935, réalisation du retable et autres chefs-d'œuvre dans l'église Saint-Matthieu, de la paroisse Saint-Laurent, à (Jersey).
En 1945, année de sa mort, son fils Marc Lalique démarre le travail du cristal.

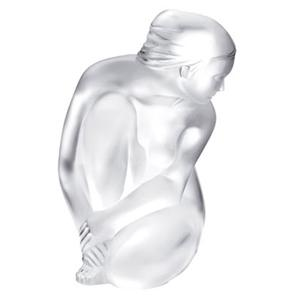
Petite Nue Vénus, René Lalique. Musée d'art classique de Mougins. France.

René Lalique est enterré dans le cimetière du Père-Lachaise (23e division).

## Innovations techniques

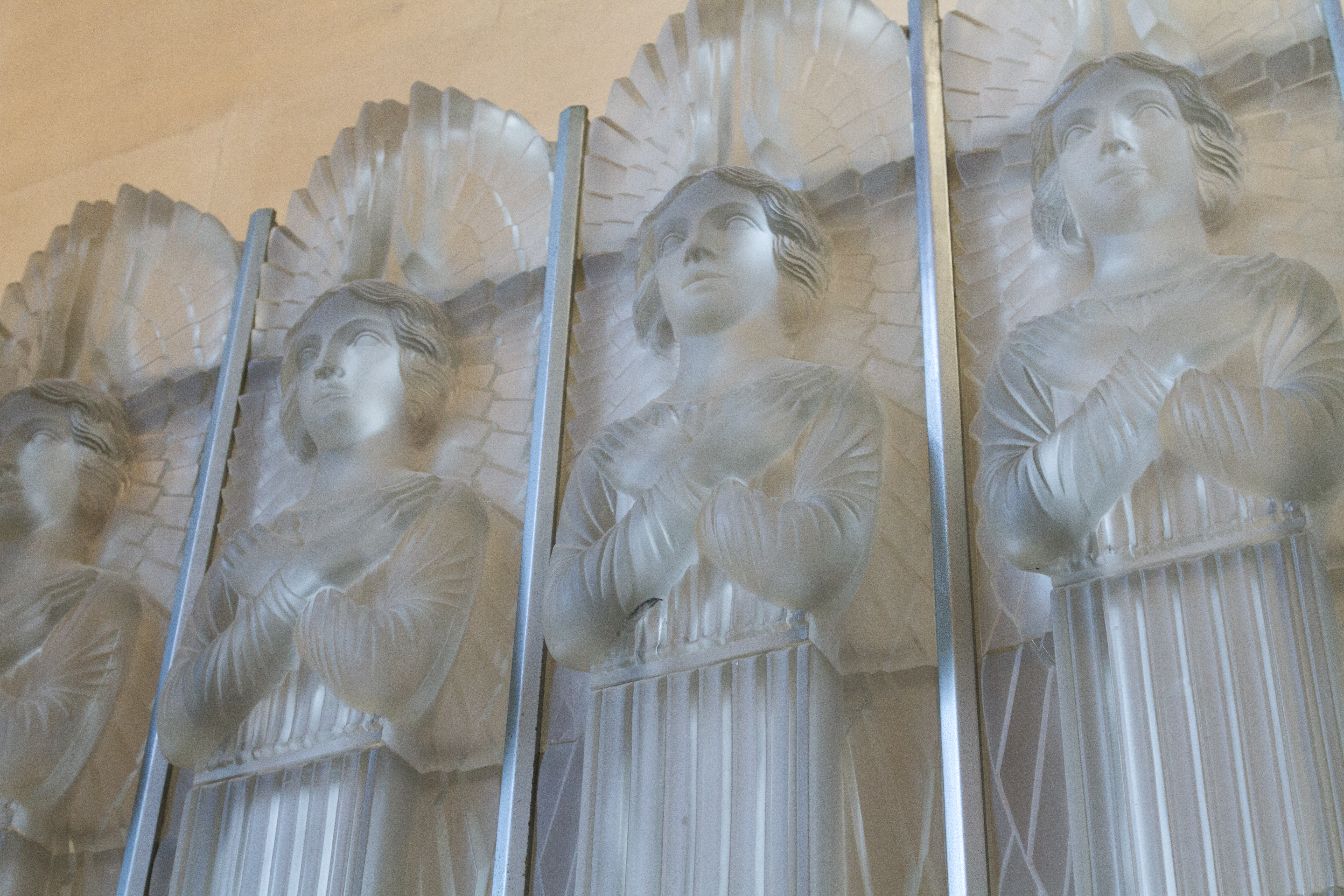
Retable de René Lalique à l'église Saint-Matthieu, dans la paroisse Saint-Laurent, à Jersey.

René Lalique ne se contente pas de créer des modèles, il construit aussi une usine à Wingen-sur-Moder, afin de les fabriquer en grande série, et dépose des brevets sur de nombreuses techniques de fabrication (verre pressé-moulé, verre à double fond).
Il crée également des effets esthétiques : le satiné Lalique et les verres opalescents.

## Œuvres de commande
L'excellence de ses créations, et le goût qu'il met dans ses œuvres, lui valent de réaliser le décor intérieur de plusieurs paquebots : l’Île-de-France, le De Grasse, le Normandie, ainsi que des trains de prestige l'Orient-Express et le Nice-Côte d'Azur express.
Il réalise les vitrages, ainsi que la colombe et les lampes liturgiques, pour l'Église Saint-Nicaise de Reims. Inspiré par la chapelle de la Vierge Fidèle à Douvres-la-Délivrande, près de Caen, il livre aux sœurs qui lui ont commandé un crucifix et, outre cette croix de verre, une porte de tabernacle, un retable, une lampe, deux colonnes lumineuses, les verrières du chœur, la table de communion et l'autel, entièrement en verre.

## Réalisations monumentales

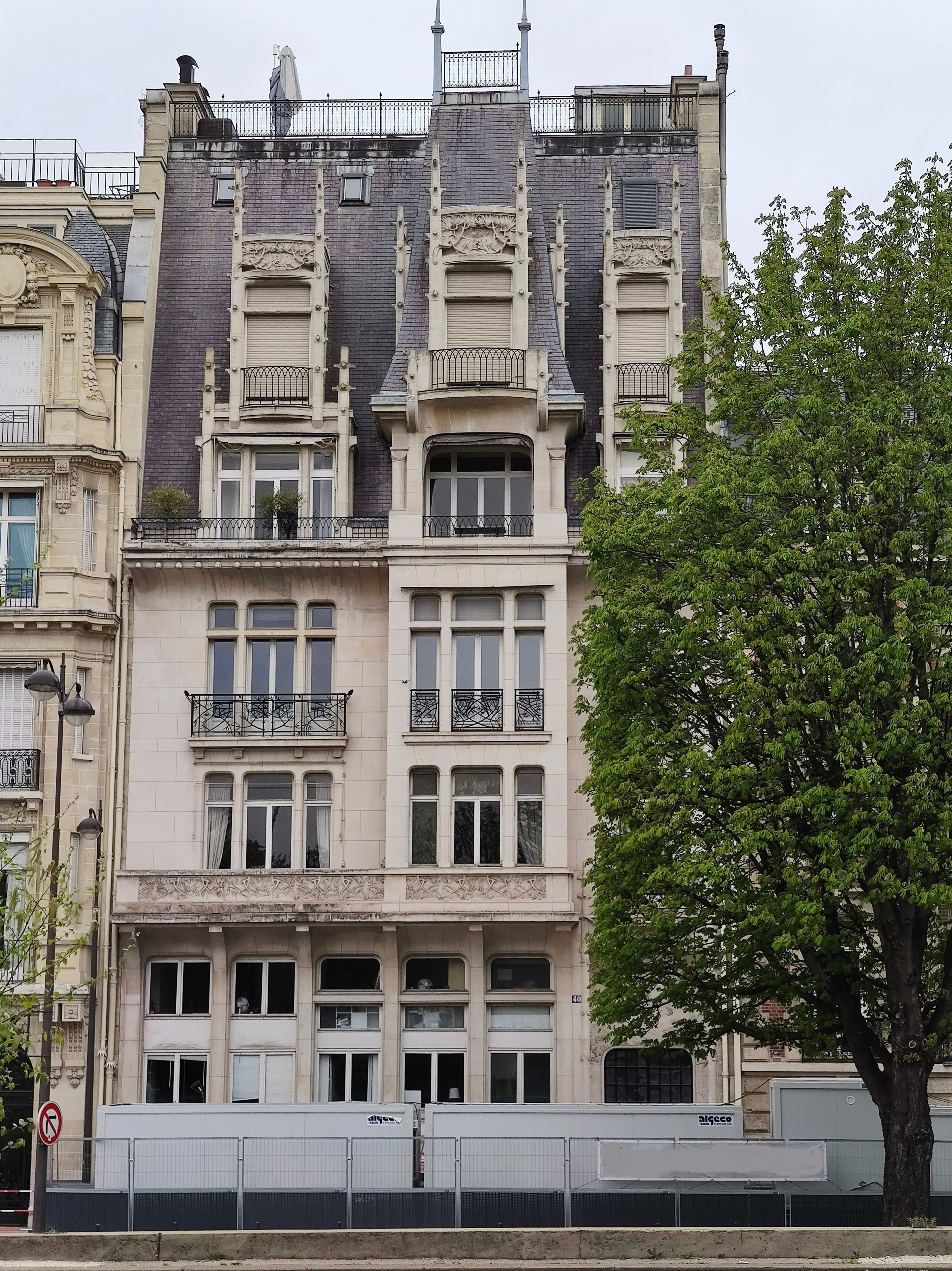
Hôtel Lalique, no 40, cours Albert-Ier, Paris.
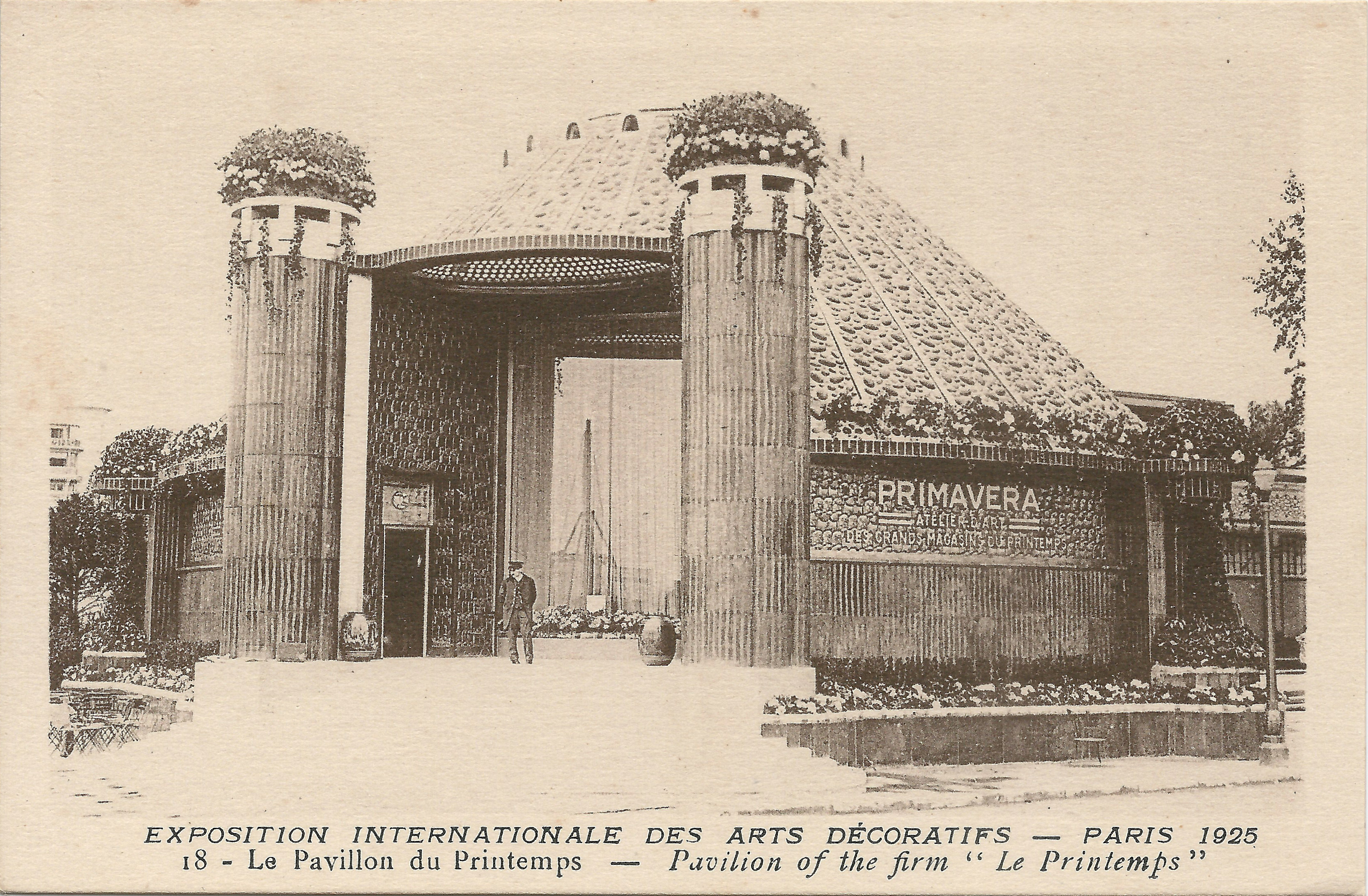
Pavillon Primaverra, les bulles de verre du toit, arts déco, Paris 1925.
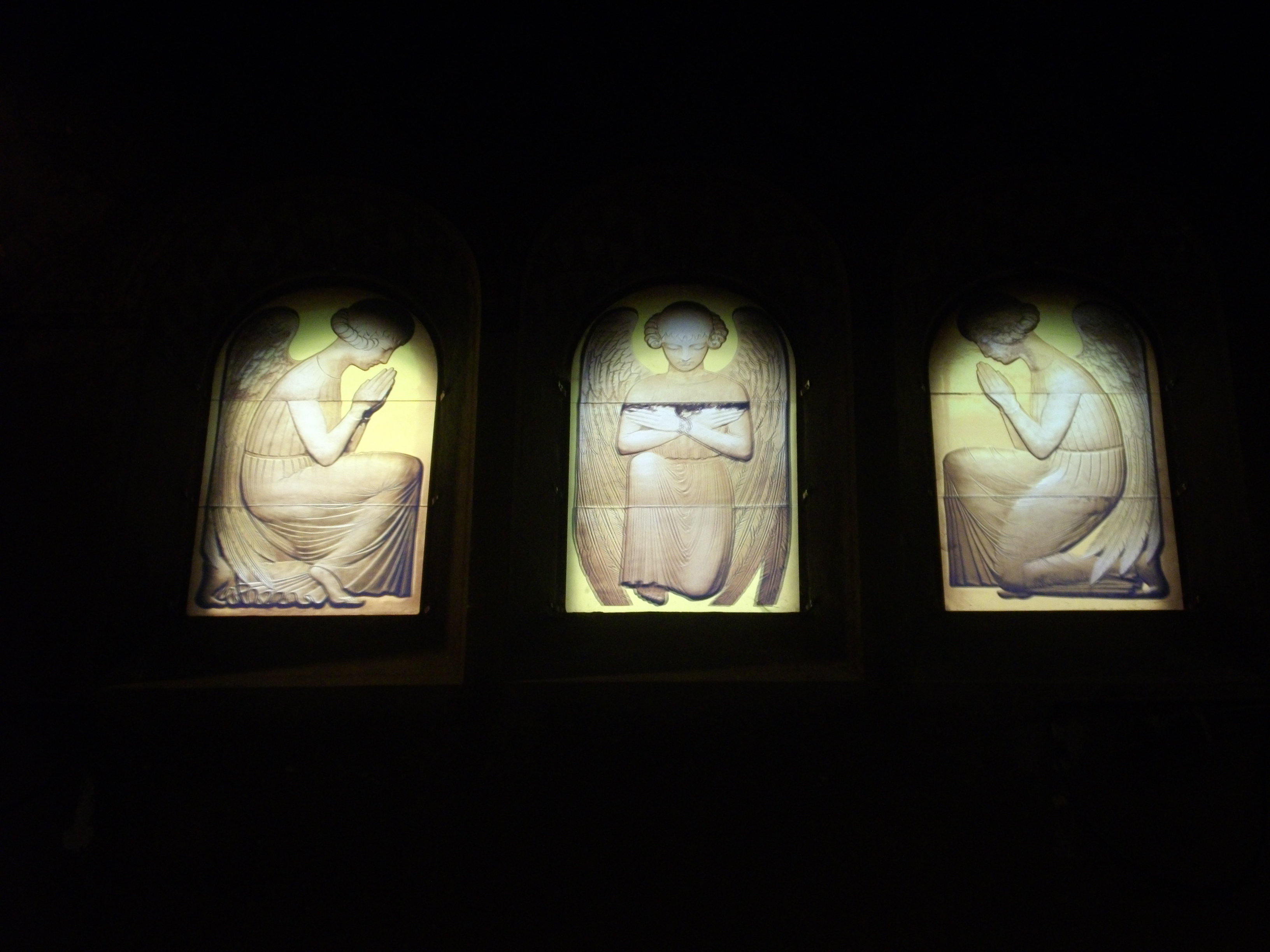
Anges en vitraux de l'église Saint-Nicaise de Reims.

René Lalique fut le premier à sculpter le verre dans de grandes réalisations monumentales : 
- Porte vitrée de l'hôtel Lalique, 40, cours Albert-Ier, à Paris. Cet hôtel particulier fut réalisé d'après des plans dessinés par Lalique lui-même[11].
- Fontaines du rond-point des Champs-Élysées (démontées en 1958 et disparues depuis).
  - La grande coupole centrale, qui donne la majesté à cette salle au théâtre des Champs-Élysées à Paris (1912-1913)
- Décorations des voitures-restaurant de l'Orient Express, (1929), les luminaires et les panneaux Femmes, Joueur de pipeau et Raisin.
- Portes du palais du prince Yasuhiko Asaka, aujourd'hui le Tokyo Metropolitan Teien Art Museum, (1932).
- Décorations de la salle à manger des premières classes du paquebot Normandie (1936)
- Pavillon Primaverra, les bulles sur le toit, décoration intérieure.

## Collections
- Lalique Museum (nl), Doesburg
- Musée Lalique, Wingen-sur-Moder
- Lalique Museum, Hakone
- Museu Calouste Gulbenkian, Lisbonne
- Musée d'Art classique de Mougins, France
- Rijksmuseum[12], Amsterdam
- Schmuckmuseum (de), Pforzheim
- Victoria and Albert Museum, Londres[13]

## Ses œuvres et sa cote
Avec la disgrâce de l'Art nouveau, et les sombres années 1930, les bijoux de Lalique tombent dans l'oubli. Sa cote a véritablement commencé à démarrer à partir de l'exposition de 1991 au musée des arts décoratifs de Paris.
- Collier Femmes insectes et cygnes noirs, en or, émail, opales et améthystes 1897).
- Pendant de cou Princesse lointaine, en or, émail, diamants et améthyste, (1898).
- Épingle à chapeau Guêpes en or, émail, opale, diamant taille rose (1899).
- Pendentif broche Femme drapée Salambo en or, émail et verre (1904).
- Porte « Moineaux » chambranle cranté en verre blanc moulé-pressé datant de 1929, pièce unique de René Lalique, est l'œuvre de l'artiste la plus chère jamais vendue. Elle a été achetée pour plus de 2 000 000 €, chez Sotheby's, à Paris, le 22 novembre 2011.
- Ornement de corsage en or et diamants, vendu 168 000 € en octobre 2006.
- Vase en verre fumé, modèle « Senlis », avec anses en bronze patiné, vendu 45 000 €, en avril 2004.